# Денкович, Стефан
Сте́фан Де́нкович (серб. Стефан Денковић; 16 июня 1991, Белград, СФРЮ) — сербский и черногорский футболист, нападающий боснийского «Игман К.».

## Карьера
Футбольную карьеру начал в 2009 году в составе клуба «Црвена звезда».
В 2013 году подписал контракт с клубом «Войводина».
В 2014 году перешёл в венгерский клуб «Академия Пушкаша».

## Клубная статистика
| Игровая карьера | Игровая карьера    | Игровая карьера | Игровая карьера | Ч-т | Ч-т | Кубок | Кубок | Межд. | Межд. | Др. | Др. |
| --------------- | ------------------ | --------------- | --------------- | --- | --- | ----- | ----- | ----- | ----- | --- | --- |
| 2018/2019       | Спартак (Суботица) | Флаг Сербии     | A               | 26  | 9   | 1     | 1     | -     | -     | -   | -   |
| 2019/2020       | Спартак (Суботица) | Флаг Сербии     | A               | 25  | 8   | 1     | 0     | -     | -     | -   | -   |
| 2020/2021       | Спартак (Суботица) | Флаг Сербии     | A               | 14  | 3   | 1     | 0     | -     | -     | -   | -   |
| 2021            | Кайсар             | Флаг Казахстана | A               | 21  | 1   | -     | -     | -     | -     | -   | -   |

## Достижения
«Хапоэль» Хайфа
- Обладатель кубка Тото: 2012/13

«Сутьеска»
- Чемпион Черногории: 2017/18